# Hồ Kim Thuyên
Hồ Kim Thuyên (tiếng Trung: 胡金銓, 29 tháng 4 năm 1931 - 14 tháng 1 năm 1997) là một đạo diễn điện ảnh người Trung Quốc ông được biết đến nhiều nhất với tác phẩm Hiệp nữ (1971).  Ông được coi là một trong những đạo diễn quan trọng nhất của điện ảnh Trung Quốc, đặc biệt những bộ phim võ hiệp của ông đã đưa điện ảnh Trung Quốc lên một tầm cao mới mặt kỹ thuật lẫn nghệ thuật, trở thành biểu tượng văn hóa và nguồn cảm hứng cho các thế hệ sau như: Ngọa Hổ Tàng Long của Lý An và Thập Diện Mai Phục của Trương Nghệ Mưu.

## Tiểu sử
Hồ Kim Thuyên sinh ra trong một gia có học vấn tại Bắc Kinh. Năm 1950 ông chuyển đến Hồng Kông sinh sống. Sau khoảng thời gian làm việc tại công ty Shaw Brothers ông ra mắt với tư cách là một đạo diễn vào năm 1965 với tác phẩm đầu tay Đại địa nhi nữ. Liên tiếp các bộ phim sau này của ông đạo diễn đều được ghi dấu ấn đậm nét trong lịch sử điện ảnh Hồng Kông như Đại Túy Hiệp (1966), Long Môn Khách điếm (1967), Hiệp nữ (1971), Không Sơn Linh Vũ (1979)...

## Tác phẩm

### Đạo diễn
- 1964 - Ngọc Đường Xuân
- 1965 - Đại địa nhi nữ
- 1966 - Đại túy hiệp
- 1967 - Long Môn khách điếm
- 1970 - Hỉ nộ ai nhạc chi - Nộ
- 1971 - Hiệp nữ
- 1973  -Nghênh xuân các chi phong ba
- 1975 - Trung liệt đồ
- 1979 - Không sơn linh vũ
- 1979 - Sơn trung truyện kỳ
- 1981 - Chung thân đại sự
- 1983 - Đại Luân Hồi Chi - Đời thứ nhất
- 1983 - Thiên hạ đệ nhất
- 1990 - Tiếu ngạo giang hồ
- 1993 - Painted Skin

## Giải thưởng
| Năm  | Giải thưởng                   | Hạng mục                                               | Phim                | Kết quả   |
| ---- | ----------------------------- | ------------------------------------------------------ | ------------------- | --------- |
| 1966 | Giải Kim Mã                   | Giải Đặc biệt về quảng bá phát triển tinh thần dân tộc | Đại địa nhi nữ      | Đoạt giải |
| 1966 | Giải Kim Mã                   | Biên kịch xuất sắc nhất                                | Đại địa nhi nữ      | Đoạt giải |
| 1968 | Giải Kim Mã                   | Kịch Bản xuất sắc Nhất                                 | Long Môn khách điếm | Đoạt giải |
| 1968 | Giải Kim Mã                   | Phim xuất sắc nhất                                     | Long Môn khách điếm | Đoạt giải |
| 1979 | Giải Kim Mã                   | Chỉ đạo nghệ thuật xuất sắc nhất                       | Không sơn linh vũ   | Đoạt giải |
| 1979 | Giải Kim Mã                   | Đạo diễn xuất sắc nhất                                 | Không sơn linh vũ   | Đoạt giải |
| 1979 | Giải Kim Mã                   | Phim xuất sắc nhất                                     | Không sơn linh vũ   | Đoạt giải |
| 1979 | Giải Kim Mã                   | Biên tập phim xuất sắc nhất                            | Không sơn linh vũ   | Đề cử     |
| 1983 | Giải Kim Mã                   | Thiết Kế Phục Trang Đẹp Nhất                           | Thiên hạ đệ nhất    | Đoạt giải |
| 1983 | Giải Kim Mã                   | Phim xuất sắc nhất                                     | Đại Luân Hồi        | Đề cử     |
| 1983 | Giải Kim Mã                   | Chỉ đạo nghệ thuật xuất sắc nhất                       | Thiên hạ đệ nhất    | Đề cử     |
| 1997 | Giải Kim Mã                   | Thành tựu trọn đời                                     | Thành tựu trọn đời  | Đoạt giải |
| 1975 | Liên hoan phim quốc tế Cannes | Cành cọ vàng                                           | Hiệp nữ             | Đề cử     |
| 1975 | Liên hoan phim quốc tế Cannes | Giải thưởng Vulcan                                     | Hiệp nữ             | Đoạt giải |